# محوطه دیزگاه ۴
محوطه دیزگاه ۴ مربوط به دوران پیش از تاریخ ایران باستان است و در شهرستان طوالش، بخش مرکزی، روستای آق اولر واقع شده و این اثر در تاریخ ۱۶ شهریور ۱۳۸۳ با شمارهٔ ثبت ۱۱۱۲۴ به‌عنوان یکی از آثار ملی ایران به ثبت رسیده است.